# بانگور (میشیگان)
بانگور، میشیگان (به انگلیسی: Bangor, Michigan) یک شهر در ایالات متحده آمریکا با جمعیت ۱٬۸۸۵ نفر است که در میشیگان واقع شده‌است.

## موقعیت جغرافیایی
موقعیت جغرافیایی شهرها و مناطق اطراف به شرح زیر است: